# (10894) Nakai
(10894) Nakai est un astéroïde de la ceinture principale.

## Description
(10894) Nakai est un astéroïde de la ceinture principale. Il fut découvert le 30 septembre 1997 à Kitt Peak par le projet Spacewatch. Il présente une orbite caractérisée par un demi-grand axe de 3,07 UA, une excentricité de 0,22 et une inclinaison de 2,0° par rapport à l'écliptique.

## Compléments